# Miss Suecia
Miss Suecia (en sueco: Fröken Sverige) fue un concurso de belleza nacional en Suecia. Se encargaba de seleccionar a la representante del país para el concurso Miss Universo.

## Ganadoras
| Año  | Miss Suecia                          | Ciudad natal |
| ---- | ------------------------------------ | ------------ |
| 1949 | Kerstin Ringberg                     | Estocolmo    |
| 1950 | Ebba Adrian                          | Gotemburgo   |
| 1951 | Anita Ekberg                         | Malmö        |
| 1952 | Anne Marie Thistler                  | Estocolmo    |
| 1953 | Ulla Sandklef                        | Gotemburgo   |
| 1954 | Ragnild Olausson                     | Alingsås     |
| 1955 | Hillevi Rombin                       | Alfta        |
| 1956 | Ingrid Goude                         | Sandviken    |
| 1957 | Inger Jonsson                        | Gotemburgo   |
| 1958 | Birgitta Gårdman                     | Estocolmo    |
| 1959 | Marie Louise Ekström                 | Sundsvall    |
| 1960 | Birgitta Öfling                      | Upsala       |
| 1961 | Gunilla Knutsson                     | Ystad        |
| 1962 | Monica Rågby                         | Gotemburgo   |
| 1963 | Kerstin Jonsson                      | Estocolmo    |
| 1964 | Siv Åberg                            | Gävle        |
| 1965 | Ingrid Norrman                       | Tranås       |
| 1966 | Margareta Arvidsson                  | Vänersborg   |
| 1967 | Eva-Lisa Svensson                    | Gotemburgo   |
| 1968 | Anne Marie Hellqvist                 | Hallsberg    |
| 1969 | Birgitta Lindloff                    | Gotemburgo   |
| 1970 | Britt-Inger Johansson                | Nybro        |
| 1971 | Vivian Öihanen                       | Vaxholm      |
| 1972 | Britt-Marie Johansson                | Estocolmo    |
| 1973 | Monica Sundin                        | Estocolmo    |
| 1974 | Eva-Christine Römpke                 | Malmö        |
| 1975 | Catharina Sjödahl                    | Örebro       |
| 1976 | Caroline Westerberg                  | Tierp        |
| 1977 | Birgitta Lindvall                    | Luleå        |
| 1978 | Cécilia Rodhe                        | Gotemburgo   |
| 1979 | Anette Ekström                       | Eskilstuna   |
| 1980 | Eva Birgitta Andersson               | Uddevalla    |
| 1981 | Eva-Lena Lundgren                    | Piteå        |
| 1982 | Anna Kari Bergström                  | Piteå        |
| 1983 | Viveca Ljung                         | Gotemburgo   |
| 1984 | Yvonne Ryding                        | Eskilstuna   |
| 1985 | Carina Marklund                      | Eskilstuna   |
| 1986 | Anna Lena Rahmberg                   | Gotemburgo   |
| 1987 | Suzanne Thörngren                    | Handen       |
| 1988 | Annika Davidsson                     | Umeå         |
| 1989 | Louise Drevenstam                    | Örebro       |
| 1990 | Linda Isacsson                       | Vilhelmina   |
| 1991 | Susanna Gustafsson                   | Grums        |
| 1992 | Monica Brodd                         | Täby         |
| 1993 | Johanna Lind                         | Linköping    |
| 1994 | Domenique Forsberg                   | Kiruna       |
| 1995 | Petra Hultgren                       | Värmdö       |
| 1996 | Annika Duckmark                      | Borås        |
| 1997 | Victoria Lagerström                  | Estocolmo    |
| 1998 | Jessica Olérs                        | Borlänge     |
| 1999 | Emma-Helena Nilsson                  | Östersund    |
| 2000 | Valerie Aflalo                       | Malmö        |
| 2001 | Malin Olsson                         | Falun        |
| 2002 | Malou Hansson                        | Estocolmo    |
| 2003 | Helena Stenbäck                      | Piteå        |
| 2004 | Katarina Wigander                    | Lerum        |
| Año  | Nya Fröken Sverige                   | Ciudad natal |
| 2006 | Josephine Alhanko                    | Estocolmo    |
| 2007 | Isabel Lestapier Winqvist (renunció) | Helsingborg  |
| 2007 | Lina Maria Hahne                     | Helsingborg  |
| 2009 | Azra Duliman                         | Helsingborg  |